# Проспер Обах
Проспер Сопручі Обах (англ. Prosper Sopuruchi Obah; нар. 24 листопада 2003, Умуахія, Абія, Нігерія) — нігерійський футболіст, правий вінґер черкаського ЛНЗ.

## Життєпис
Народився в нігерійському місті Умуахія в штаті Абія. Вихованець академії скромного нігерійського клубу «Супрім Кінгс», за юнацьку (U-17) команду якого виступав з 2019 по 2021 рік. У сезоні 2021/22 років переведений у дорослу команду, але дані про зіграні матчі в цей період відсутні.
На початку липня 2022 року перейшов у «Візелу», де спочатку виступав за молодіжну (U-23) команду. На початку липня 2024 року переведений до першої команди. У футболці клубу з однойменного міста дебютував 11 серпня 2024 року в переможному (2:0) виїзному поєдинку 1-го туру португальської Ліги 2 проти «Уніана Лейрії». Проспер вийшов на поле в стартовому складі, а на 71-й хвилині його замінив Родріго Рамуш. Першими голами за «Візелу» відзначився 30 вересня 2024 року на 56-й та 68-й хвилинах переможного (3:0) домашнього поєдинку 6-го туру португальської Ліги 2 проти «Мафри». Обах вийшов на поле в стартовому складі та відіграв увесь матч. У сезоні 2024/25 років провів 33 матчі в другому дивізіоні чемпіонату Португалії, в яких відзначився 6-ма голами та 4-ма результативними передачами.
У середині червня 2025 року з'явилася інформація про зацікавленість з боку ЛНЗ в нігерійцю Проспері Обахі. 26 липня 2025 року гравець підписав з клубом 3-річний контракт. За даними інформаційно-аналітичного порталу Transfermarkt черкащани заплатили суму в 700 000 євро, що стало найдорожчим трансфером в історії клубу. У футболці ЛНЗ дебютував 2 серпня 2025 року в нічийному (0:0) виїзному поєдинку 1-го туру Прем'єр-ліги України проти луганської «Зорі». Обах вийшов на поле на 65-й хвилині замість Дениса Кузика.